# Јован Мариновић (1908)
Јован Мариновић (Очинићи, код Цетиња, 20. јануар 1908 — Београд, 17. мај 1982), правник, учесник Народноослободилачке борбе и друштвено-политички радник СФР Југославије.

## Биографија
Рођен је 20. јануара 1908. године у Очинићима код Цетиња.
Дипломирани правник. Пре Другог светског рата се бавио адвокатуром. Био је члан Комунистичке партије Југославије од 1931. године. Један од организатора и учесника студентских демонстрација 1931 - 1933. у Београду против шестојануарске диктатуре 1929. У периоду 1932-33. секретар партијског руководства на Универзитету у Београду. Године 1934. постао је секретар Месног комитета КПЈ за Београд, члан обласног комитета КПЈ за Србију и делегат ЦК КПЈ за организовање Покрајинске конференције КПЈ за Војводину. Од новембра 1934. до маја 1937. провео је у затвору у Београду и на робији у Сремској Митровици. После издржане казне на робији, протеран је у Црну Гору. На Шестој покрајинској конференцији КПЈ за Црну Гору изабран је за секретара Покрајинског комитета, 1. јула 1937. На тој дужности остао је до марта 1939. године. Године 1940. поново је ухапшен због учешћа у демонстрацијама против режима и провео у истражном затвору на Цетињу, у Београду и Кикинди од маја до септембра.
Учесник је народноослободилачког рата од 13. јула 1941. Био је члан Политодела 3. санџачке и 5. козарачке бригаде, затим комесар Официрске школе при Врховном штабу НОВ и ПОЈ, предавач и руководилац партијских курсева ЦК КПЈ и ПК КПЈ за Србију у Јајцу, Дрвару и у околини Лесковца 1943/44.
После Другог светског рата био је на разним дужностима у Београду: директор Радио Београда, председник Радио-комитета владе ФНРЈ, помоћник савезног министра, в.д. директора Института за међународну политику и привреду, секретар Савезног извршног већа за информације, директор Танјуга и секретар Савезне скупштине за информације до 1972. године када одлази у пензију.
Након пензионисања се бавио публицистичком делатношћу, а 1981. године је написао књигу „Тридесете године: успомене и сјећања“, коју је објавило београдско издавачко предузеће „Рад“.
Читава његова породица учествовала је у револуционарном покрету и Народноослободилачкој борби - брат Ђуро и сестра Даница „Дика“, били су предратни чланови КПЈ и носиоци су Партизанске споменице 1941. Њихов брат од стрица био је Жарко Мариновић, студент права кога су 4. априла 1936. године убили припадници профашистичке организације „Организације националних студената“ (ОРНАС), која је била део ОРЈУН-а. Јован је у браку са супругом Анком Мариновић, рођеном Марић имао је двоје деце - ћерку Бранимирку и сина Миодрага.
Умро је 17. маја 1982. године у Београду и сахрањен је у Алеји заслужних грађана на Новом гробљу.
Носилац је Партизанске споменице 1941. и других југословенских одликовања.

## Галерија
- Анка и Јован Мариновић
- Јован Мариновић